# Henry Cockburn
Henry Cockburn, né le 14 septembre 1921 à Ashton-under-Lyne (Angleterre), mort le 2 février 2004 à Mossley (Angleterre), était un footballeur anglais qui évoluait au poste de milieu de terrain à Manchester United et en équipe d'Angleterre.
Cockburn n'a marqué aucun but lors de ses treize sélections avec l'équipe d'Angleterre entre 1946 et 1951.

## Carrière
- 1946-1954 : Manchester United
- 1954-1956 : Bury
- ? : Peterborough United
- ? : Corby Town
- ? : Sankey's

## Palmarès

### En équipe nationale
- 13 sélections et 0 but avec l'équipe d'Angleterre entre 1946 et 1951.

### Avec Manchester United
- Vainqueur du Championnat d'Angleterre de football en 1952.
- Vainqueur de la Coupe d'Angleterre de football en 1948.
- Vainqueur du Community Shield en 1952.